# 彻彻秃
彻彻秃（Čečektü，？—1339年），完泽之子，玉龙答失之孙，元宪宗蒙哥之曾孙。1331年由武宁王进封郯王，封地在今山东省境内，为金印兽纽王。
至治二年（1322年），奉命总兵北边。当年十二月，封武宁王，赐驼纽金印。至顺二年（1331年），以淮安路宁海为之朐山、赣榆、沐阳三县为彻彻秃食邑，由武宁王进封郯王，换兽纽金印。1332年，徙镇辽阳。元惠宗至元二年（1336年），以江南太平路户钞益彻彻秃岁赐。三年，又以完者帖木几位下苏州水田二百顷赐之。
彻彻秃在京城大都享有广泛威信，在南方儒士当中的地位也很高，这是因为他有一段时间曾在府邸内任用一名南方学者夏侯尚元，并且十分尊重这位学者的建议。
元惠宗年间，彻彻秃在蒙古草原指挥军队，元惠宗至元四年（1338年），彻彻秃入朝，丞相伯颜（蔑儿乞氏）为子请婚，彻彻秃不从。伯颜怒，与知枢密院事者延不花，谋构祸反于彻彻秃。1339年，伯颜使人劝说昌王实蓝朵儿只，告郯王谋反。当时彻彻秃在和林，被征下枢密院狱，鞫其家怒，无证验。1339年十二月，伯颜矫诏杀彻彻秃于光熙门外。 
伯颜先世本隶于元宪宗为家奴。凡家奴称主人曰使长，贵贱不易其称。郯王彻彻秃为元宪宗曾孙，伯颜见彻彻秃宜称使长。伯颜为右丞相后，怒曰：“吾位极人臣岂尚有使长。”遂诬奏彻彻秃谋为不轨，杀之。这被认为是极为不义的行为。
1340年二月，伯颜以罪免，脱脱为右丞相，夏侯尚元至大都上书曰：“郯王守国北门，十有九年，忠孝之心，神明所鉴，而乃诛戮其身，放逐其子孙，衔冤抱屈，上无由知。今知枢密院事脱脱大义灭亲，殚心国事，乞遣脱脱为郯王立庙祭祭。”又上书言：“郯王统大军十八万，其将帅皆素所信任者，设有他志，当与之谋，岂有走千里之外，与异姓王图之，虽儿童亦知其不然。况昌王素与郯王有隙，其言岂可呼乎！”
朝廷一直没有回应，夏侯尚元再次上书，号哭阙下。大臣们皆叹曰：“古之义士也！”于是为他向元惠宗进言。1340年七月，元惠宗下诏天下雪郯王之冤，遣使致奠，复爵邑，还其资产于子孙。

## 相關史料
- 《新元史》卷一百十二·列传第九
- 《新元史》卷二百三十三·列传第一百二十九

## 延伸阅读
[在维基数据编辑]
 《新元史/卷112》，出自柯劭忞《新元史》